# وست کنگتون، دورست
وست کنگتون، دورست (به انگلیسی: West Knighton) یک روستا و محله مدنی در بریتانیا است که در West Dorset واقع شده‌است. وست کنگتون ۳۷۵ نفر جمعیت دارد.